# 定方水乡
定方水乡，是中华人民共和国河北省张家口下花园区下辖的一个乡镇级行政单位。

## 行政区划
定方水乡下辖以下地区：
定方水村、黄土坡村、慢梁村、梁家庄村、崔家庄村、红崖沟村、武家庄村、唐家庄村、常家庄村、车道沟村、赵官梁村、王罗庄村、贾家庄村、徐家窑村和孙家庄村。